# Festival international du film de Moscou 2000
Le 22e festival international du film de Moscou a lieu du 19 au 29 juillet 2000. Le St. George d'or est attribué au film franco-polonais La vie est une maladie mortelle qui se transmet par voie sexuelle réalisé par Krzysztof Zanussi.

## Jury
- Theodoros Angelopoulos (Grèce – président du jury)
- Caroline Ducey (France)
- Irvin Kershner (États-Unis)
- Samira Makhmalbaf (Iran)
- Jiro Shindo (Japon)
- Sergei Solovyov (Russie)
- Bakhtyar Khudojnazarov (Tajikistan)
- Zhang Yuan (Chine)

## Films en compétition
Les films suivants sont sélectionnés pour la compétition principale :
| Titre anglais ou français                                         | Titre original                                          | Réalisateur(s)       | Pays d'origine        |
| ----------------------------------------------------------------- | ------------------------------------------------------- | -------------------- | --------------------- |
| Beat                                                              | Beat                                                    | Gary Walkow          | États-Unis            |
| La Veuve de Saint-Pierre                                          | La veuve de Saint-Pierre                                | Patrice Leconte      | France, Canada        |
| L'Envol                                                           | L'Envol                                                 | Steve Suissa         | France                |
| Villa-Lobos: A Life of Passion                                    | Villa-Lobos - Uma Vida de Paixão                        | Zelito Viana         | Brésil                |
| Same Love, Same Rain                                              | El mismo amor, la misma lluvia                          | Juan José Campanella | Argentine, États-Unis |
| Women Kingdom                                                     | Ayollar saltanaty                                       | Yusup Razykov        | Uzbekistan            |
| La vie est une maladie mortelle qui se transmet par voie sexuelle | Życie jako śmiertelna choroba przenoszona drogą płciową | Krzysztof Zanussi    | Pologne, France       |
| Once Upon Another Time                                            | Erase otra vez                                          | Juan Pinzás          | Espagne               |
| The Conception of My Younger Brother                              | Početí mého mladšího bratra                             | Vladimír Drha        | République tchèque    |
| The Famous Paparazzo                                              | Faimosul paparazzo                                      | Nicolae Mărgineanu   | Roumanie              |
| Leo                                                               | Leo                                                     | José Luis Borau      | Espagne               |
| Lunar Eclipse                                                     | Yue shi                                                 | Wang Quan'an         | Chine                 |
| Le jardin était baigné de lune                                    | Lunoy byl polon sad                                     | Vitali Melnikov      | Russie                |
| Restless                                                          | Levottomat                                              | Aku Louhimies        | Finlande              |
| Our Love                                                          | A Mi szerelmünk                                         | József Pacskovszky   | Hongrie               |
| The Spreading Ground                                              | The Spreading Ground                                    | Derek Vanlint        | Canada                |
| Shadows of Memories                                               | Senke uspomena                                          | Predrag Velinovic    | Yougoslavie           |
| Angry Kisses                                                      | Zornige Küsse                                           | Judith Kennel        | Suisse                |

## Prix
- St. George d'or: La vie est une maladie mortelle qui se transmet par voie sexuelle de Krzysztof Zanussi
- St. George d'argent spécial : Le jardin était baigné de lune de Vitali Melnikov
- St. George d'argent :
  - Meilleur réalisateur : Steve Suissa pour L'Envol
  - Meilleur acteur : Clément Sibony pour L'Envol
  - Meilleure actrice : Maria Simon pour Angry Kisses
- Prix FIPRESCI: Lunar Eclipse de Wang Quan'an
- Mention spéciale : L'Envol de Steve Suissa
- Prix d'honneur pour sa contribution au cinéma : Gleb Panfilov

## Source de la traduction
- (en) Cet article est partiellement ou en totalité issu de l’article de Wikipédia en anglais intitulé « 22nd Moscow International Film Festival » (voir la liste des auteurs).